# Мариус Станкевичус
Мариус Станкевичус (на литовски: Marius Stankevičius) e литовски футболист, защитник на италианския Робур Сиена, състезаващ се в Лега Про. Дълги години играе в италианската Серия А, където защитава цветовете на тимове като Бреша Калчо, Сампдория и Лацио. Има престои и в испанските Севиля и Валенсия.
Има 65 мача и 5 гола за националния отбор на Литва. Между 2012 и 2013 г. е капитан на отбора. Станкевичус е двукратен носител на наградата „Футболист на годината в Литва“ през 2008 и 2009 г.

## Кариера
Дебютира в професионалния футбол през 1998 г. с екипа на Екранас. Бранителят бързо се налага в състава, като печели два пъти националната купа и веднъж суперкупата на страната. Мариус изиграва за Екранас 87 мача и бързо се превръща в обещаващ млад футболист.
През 2001 г. преминава в тима на Бреша. Станкевичус трудно се ориентира в новата среда и в първия си сезон се появява на терена едва в 2 мача. През лятото на 2002 г. е даден под наем на намиращия се тогава в Серия Б отбор на Козенца. Там Мариус записва 8 срещи. След завръщането си в Бреша, литовецът става титулярен състезател. През сезон 2004/05 изиграва 33 мача и вкарва 1 гол, но тимът изпада от Серия А. Станкевичус остава в тима и във втора дивизия. Общо за Бреша изиграва 157 мача в Серия А и Серия Б и вкарва 12 гола. През 2007 г. интерес към него проявява Шахтьор (Донецк), но до трансфер не се стига.
През 2008 г. става част от състава на Сампдория. През сезон 2008/09 записва 30 мача, но „мореплавателите“ завършват едва на 13-о място в шампионата. През януари 2010 г. е даден под наем на испанския Севиля Станкевичус става вторият литовец, играл в Примера дивисион, като първият е Едгарас Янкаускас. Защитникът печели Купата на Краля и изиграва 16 двубоя в първенството. След края на сезона обаче Севиля не се възползва от опцията за закупуване и литовецът се връща в Сампдория.
През лятото на 2010 г. отново е даден под наем, този път във Валенсия. Ръководството на „прилепите“ обаче не остава очаровано от изявите на литовеца и не се възползва от опцията за закупуване. Изиграва 24 мача във всички турнири и вкарва 2 гола (срещу Осасуна и Алмерия).
През 2011 г., след като Сампродия изпада в Серия Б, Станкевичус преминава в тима на Лацио. Литовецът не успява да се наложи в тима, като за два сезона изиграва само 14 двубоя. През 2013 г. печели Купата на Италия.
През сезон 2013/14 играе за турския Газиантепспор. През лятото на 2014 г. преминава в Хановер 96, но записва едва 2 мача. През 2015/16 играе за тима на Кордоба в Сегунда Дивисион.

## Национален отбор
Дебютира за отбора на Литва през 2001 г. През 2012 г. става капитан на отбора, но не е повикван от септември 2013 г. Има 65 мача и 5 гола.

## Успехи
- Купа на Литва – 1998, 2000
- Суперкупа на Литва – 2000
- Купа на Краля – 2009/10
- Купа на Италия – 2012/13
- Футболист на годината в Литва – 2008, 2009